# Jens Jacob Asmussen Worsaae
Pour les articles homonymes, voir Asmussen.
Jens Jacob Asmussen Worsaae (Vejle, 14 mars 1821 - Copenhague, 15 août 1885) est un archéologue et préhistorien danois. Il est, à la suite de Christian Jürgensen Thomsen, le fondateur de l'archéologie danoise.

## Biographie
Il étudie la théologie et le droit à Copenhague (1838) puis travaille bénévolement pour le Musée national du Danemark de Christian Jürgensen Thomsen, mais la mort de son père l'oblige à réclamer un salaire. Celui-ci étant refusé, il quitte le musée.
Il est alors pris sous la protection du roi du Danemark Christian VIII, qui se passionne lui aussi pour l'archéologie. Worsaae rédige alors pour lui son Histoire du Danemark ancien, œuvre majeure de l’archéologie danoise par sa méthode précurseur de la datation croisée et exceptionnel plaidoyer pour la préhistoire. Traduit en anglais et en allemand, l'ouvrage est largement diffusé dans toute l'Europe où il a un fort retentissement.
Worsaae, grâce à la protection royale, voyage dans toute l'Europe et visite la Grande-Bretagne et l'Irlande (1846-1847) où il étudie des vestiges vikings.
Membre de la Commission des antiquités avec Thomsen, il devient ensuite inspecteur pour la conservation des monuments antiques. Il travaille alors sur les amoncellements de coquillages des côtes de Seeland, particulièrement près de Meilgaard, où il constate la présence d'outils de silex, de charbon de bois et de restes d'animaux parmi les coquillages. Il crée alors pour désigner ces lieux le terme de Kjokkenmoddinger (littéralement déchets de cuisine en français), qui sera adopté dans toute l'Europe. Il est également connu pour avoir établi une méthode de datation des artéfacts rencontrés sur les sites funéraires, méthode appelée Loi de Worsaae. Celle-ci énonce que les objets trouvés dans les tombes étaient très souvent représentatifs de ce que l'on utilisait à l'époque où vivait le défunt.
La première chaire de préhistoire de l'université de Copenhague est créée pour lui en 1855, la première dans une université scandinave. En 1866, il quitte l'enseignement pour prendre la direction du Musée royal des antiquités nordiques, à la suite de Thomsen, poste qu'il conservera jusqu'en 1874.
Il participe en 1869 au Congrès international d'anthropologie et d'archéologie préhistoriques de Copenhague et, en 1873, obtient de l’État danois de gros crédits pour la mise en œuvre d'une tournée d’inspection systématique des monuments préhistoriques et organiser leur protection, ce qui est une première mondiale.
En 1874-1875, il fut également ministre de la Culture dans le gouvernement Christen Andreas Fonnesbech.

## Publications
- Danmarks Oldtid oplyst ved Oldsager og Gravhoöie, 1843
- Nordiske Oldsager i det Kongelige Museum i Kjobenhavn, 1859
- Nordens Forhistorie, 1878
- En Oldgranskers Erindringer (Les Souvenirs d'un antiquaire), Mémoires, 1934
- La Colonisation de la Russie et du Nord scandinave et leur plus ancien état de civilisation : essai d'archéologie préhistorique comparative ; traduit en français par Eugène Beauvois. Copenhague, Imprimerie Thiele, 1875